# مايك جونز (ملاكم)
مايك جونز (بالإنجليزية: Mike Jones)‏ مواليد 26 أبريل 1983 في فيلادلفيا، الولايات المتحدة، هو ملاكم محترف أمريكي يصنف ضمن فئة وزن خفيف المتوسط.

## المسيرة الاحترافية
من نزالاته:
- خسر أمام راندال بيلي بالضربة القاضية (09-06-2012).

## إحصائيات
خاض خلال مسيرته 28 نزالا، فاز في 26 وخسر في 2. فاز بالضربة القاضية في 19 نزالا.

## روابط خارجية
- مايك جونز على موقع بوكس ريك (الإنجليزية) (registration required)